# Apát-kúti-patak
Apát-kúti-patak är ett vattendrag i Ungern.   Det ligger i provinsen Pest, i den nordvästra delen av landet, 30 km norr om huvudstaden Budapest.